# Lytocarpia furcata
Lytocarpia furcata is een hydroïdpoliep uit de familie Aglaopheniidae. De poliep komt uit het geslacht Lytocarpia. Lytocarpia furcata werd in 1941 voor het eerst wetenschappelijk beschreven door Vervoort. 